# Stazione di Acerenza
La stazione di Acerenza è una stazione ferroviaria della ferrovia Altamura-Avigliano-Potenza, gestita dalle Ferrovie Appulo Lucane. Si trova ad Acerenza, in provincia di Potenza.